# Ставрово
Ста́врово — посёлок городского типа в Собинском районе Владимирской области России.
Образует одноимённое муниципальное образование посёлок Ставрово со статусом городского поселения как единственный населённый пункт в его составе.
Население — 6932 чел. (2021).
Расположен на реке Колокша (приток Клязьмы), в 16 км от железнодорожной станции Колокша (на линии Владимир — Москва).
Посёлок входит в Перечень исторических городов России.
Отнесён к категории монопрофильных муниципальных образований России (моногородов).
Законом от 3 сентября 2021 года № 85-ОЗ посёлок Ставрово (городской населённый пункт) был наделён статусом рабочего посёлка.

## История
Впервые упоминается как дворцовое село в 1515 году. В писцовых книгах 1650 года значится в числе вотчин московского Вознесенского девичьего монастыря. Первоначальное название поселения — село Крестово; дома в нём были расположены в две улицы, образующие крест. В дальнейшем было переименовано помещицей, владевшей этими землями, в Ставрово (от греч. Σταυρός — крест).
Статус посёлка городского типа — с 1958 года. Входит в Перечень исторических городов России.
В 1929—1965 годах Ставрово являлось центром Ставровского района.

## Население
| 1859  | 1897  | 1926  | 1959  | 1970  | 1979  | 1989  | 2002  | 2009  |
| ----- | ----- | ----- | ----- | ----- | ----- | ----- | ----- | ----- |
| 1178  | ↗1683 | ↗1786 | ↗3252 | ↗5122 | ↗6673 | ↗7985 | ↗8005 | ↘7728 |
| 2010  | 2011  | 2012  | 2013  | 2014  | 2015  | 2016  | 2017  | 2018  |
| ↗7800 | ↘7775 | ↘7757 | ↘7709 | ↗7727 | ↘7591 | ↘7529 | ↘7458 | ↘7216 |
| 2019  | 2020  | 2021  |       |       |       |       |       |       |
| ↘7070 | ↘7048 | ↘6932 |       |       |       |       |       |       |

## Экономика
Предприятия посёлка:
- цех Собинского молококомбината.
- завод реабилитационного и медицинского оборудования (выпускает узлы для автомашин, а также реабилитационное и медицинское оборудование — кресла-коляски)
- производство строительных материалов.
- ОАО «Ставровский завод автотракторного оборудования».

Ставровский завод автотракторного оборудования (СтАТО) в июле 2006 года отметил свой 60-летний юбилей. В настоящее время является одним из базовых поставщиков модулей стеклоочистки для российских автосборочных заводов, таких как АвтоВАЗ, ГАЗ, КАМАЗ, ПАЗ, а также предприятий Белоруссии и Украины. На сегодняшний день развивается как индустриальный парк. В настоящее время на территории парка успешно работают следующие компании:
- Ставрово Отомотив Систем, производство бензобаков для Renault, российский филиал франко-бельгийской компании Inergy;
- СТИС-Владимир, производство стеклопакетов большого формата, входит в группу компаний СТИС;
- Ставровский комбинат СПОРТ, производство спортинвентаря, входит в Национальную спортивную компанию «ЭФСИ». На предприятии работают более 200 человек, в основном все жители поселка Ставрово;
- запускается совместное производство с французской компанией Tramico по изготовлению внутренней обивки для VW и Renault;
- Производство владимирского филиала голландской компании Schoeller Allibert по изготовлению пластиковой оборотной тары для доставки продуктов, товаров и материалов.

## Инфраструктура
В посёлке работают Ставровская средняя общеобразовательная школа, четыре детских сада, 2 клуба, музей, стадион, физкультурно-оздоровительный комплекс с бассейном, дом творчества, музыкальная школа. Действует Народный театр с более чем столетней историей. Ежегодно в последнее воскресенье апреля в посёлке проводится фестиваль духовых оркестров.
Сохранилась Успенская церковь (1798 год).